# Franco Tancredi
Franco Tancredi (Giulianova, 10 januari 1955) is een voormalig voetballer uit Italië, die als doelman uitkwam voor achtereenvolgens Giulianova, AC Milan, Rimini, AS Roma en Torino. Met AS Roma won hij in 1983 de Italiaanse landstitel (de Scudetto). Na zijn actieve loopbaan ging hij aan de slag als keeperstrainer, onder meer bij de Engelse nationale ploeg, toen Fabio Capello de leiding had over de selectie.

## Interlandcarrière
Tancredi kwam tussen 1984 en 1986 tot twaalf officiële interlands voor Italië. Onder leiding van bondscoach Enzo Bearzot maakte Tancredi zijn debuut voor de nationale ploeg op 26 september 1984 in de vriendschappelijke wedstrijd tegen Zweden (1-0) in Milaan.
Tancredi was tweede keuze achter Giovanni Galli in de Italiaanse selectie die vergeefs de titel probeerde te prolongeren bij het WK voetbal 1986 in Mexico. Twee jaar daarvoor nam hij namens zijn vaderland deel aan de Olympische Spelen in Los Angeles, waar Italië als vierde eindigde.

## Erelijst
AS Roma
- Serie A

1983
- Coppa Italia

1980, 1981, 1984, 1986